# Castello di Lölling
Il castello di Lölling (in tedesco Schloss Lölling) si trova nel comune austriaco di Hüttenberg, Distretto di Sankt Veit an der Glan appartenente al Land della Carinzia. Per i proprietari che si sono succeduti nel tempo e per il suo utilizzo l'edificio è stato chiamato anche casino di caccia Lölling (Jagdschloss Lölling), castel Dickmann (Dickmann-Schloss) o castel Hohenberg (Schloss Hohenberg)  e la sua storia inizia nel XVI secolo.

## Storia

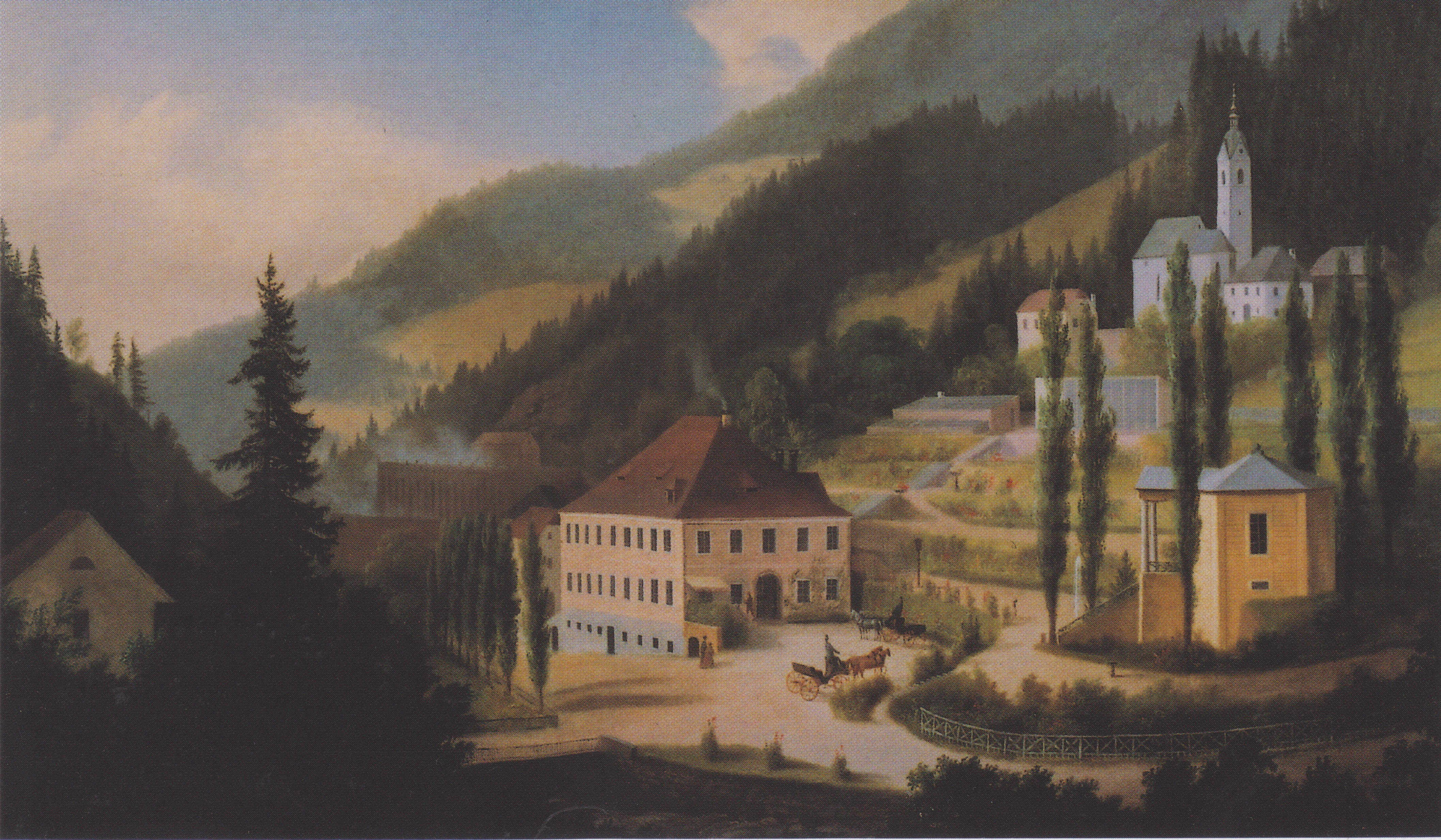
Lölling in un dipinto di Markus Pernhart del XIX secolo

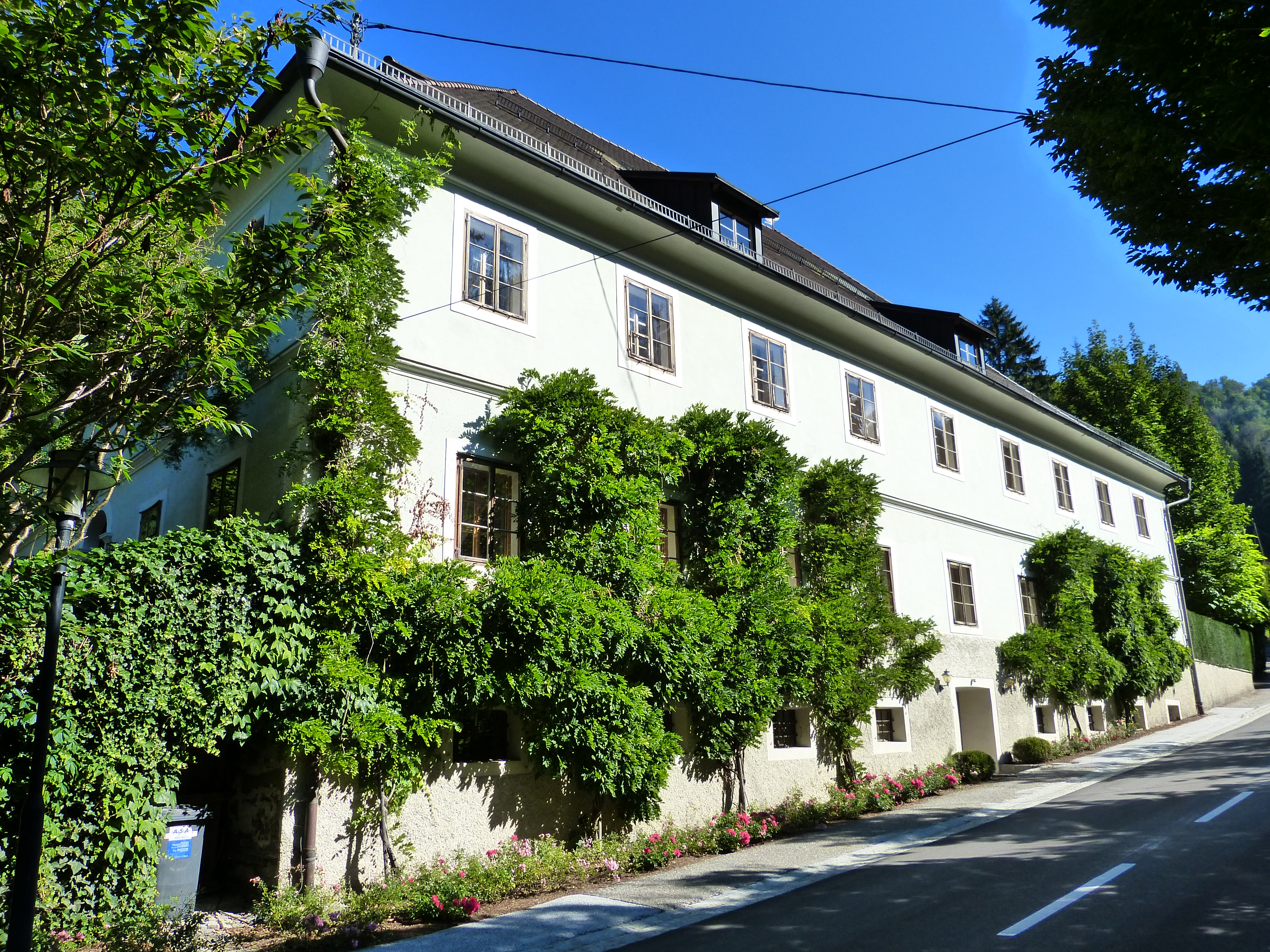
Facciata del castello sulla strada

Il castello di Lölling in origine era un edificio utilizzato per attività artigianali di proprietà della famiglia di commercianti Lattacher per più di 200 anni. All'inizio del XVIII secolo passò alla famiglia Dickmann-Secherau originaria dei Paesi Bassi che qui gestiva diversi impianti di fusione del minerale di ferro. L'ultimo altoforno della famiglia fu spento nel 1899 ma intanto, già nel 1886, Francesco Ferdinando d'Austria-Este aveva acquistato la struttura. Questa fu la sua prima proprietà, alla quale ne sarebbero seguite diverse e di maggiori dimensioni e importanza. Lölling e dintorni erano allora considerati il miglior terreno di caccia d'Europa e l'arciduca trascorse parte della sua luna di miele al castello di Lölling nell'agosto del 1900. Il principe ereditario non apportò modifiche significative all'architettura originale e la utilizzò come residenza di caccia dopo averla acquistata dal conte Gundacker Wurmbrand-Stuppach che in precedenza aveva ereditato la residenza di Lölling dalla baronessa Dickmann. I terreni di caccia circostanti appartenevano in gran parte ai conti Henckel-Donnersmarck e venivano affittati. Alla fine del XIX secolo Francesco Ferdinando riuscì ad ampliare i territori della sua tenuta tanto che il dominio si estese finalmente su entrambi i versanti della Saualpe. Il castello di Lölling in questa valle risultava un po' scomodo per le sue battute di caccia all'erede al trono e quindi iniziò a preferire alcuni capanni di caccia costruiti appositamente per lui, alcuni dei quali erano arredati in modo abbastanza confortevole, come la Sonnwendhütte o la Guttaringerhütte. Quando Francesco Ferdinando si ammalò di tubercolosi polmonare trascorse parte della sua convalescenza nel castello di Lölling. Nel 1908 il contratto d'affitto del distretto fu risolto dal locatore, il conte Hugo Henckel von Donnersmarck e quando l'erede al trono e sua moglie furono assassinati a Sarajevo, nel 1914, i suoi figli ereditarono il castello e i restanti terreni di caccia. Dopo l'annessione dell'Austria al Reich tedesco nel 1938, il casino di caccia fu espropriato insieme a tutta la proprietà asburgica. Dopo la seconda guerra mondiale la famiglia Hohenberg ne riacquistò la proprietà ma lo vendette nel 1962 e dopo alcuni passaggi di proprietà fu acquistato da una signora olandese quando ormai il castello era trascurato e lo fece restaurare.

## Descrizione

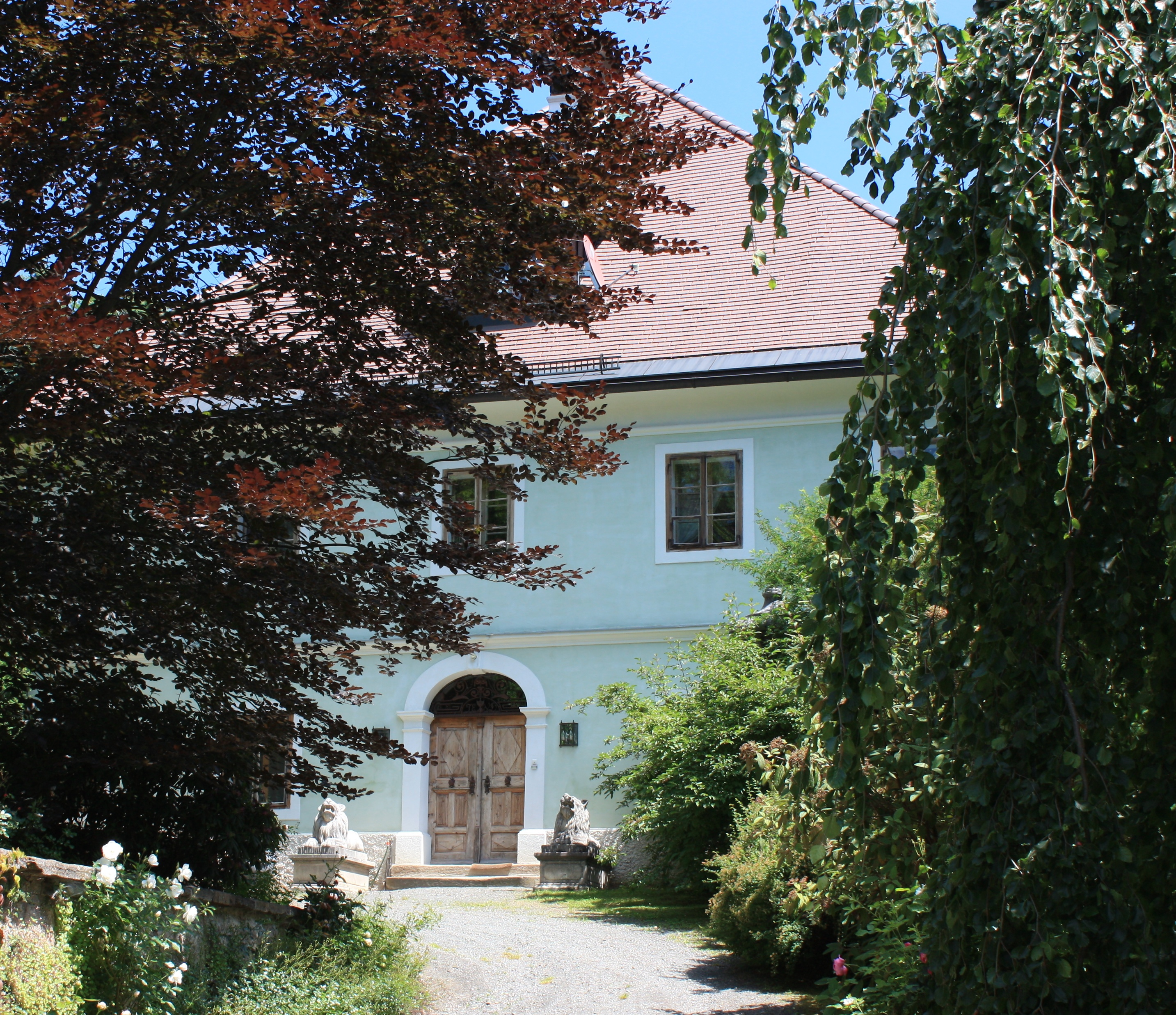
Facciata del castello verso il parco

Il castello si trova a Lölling, frazione del comune austriaco di Hüttenberg nel Distretto di Sankt Veit an der Glan, Land della Carinzia. Posto in una valle laterale della val di Görtschitz a 900 m sopra il livello del mare è un solido edificio di tre piani. Nella facciata principale si trova il portale ad arco che sopra porta incisa la data 1834 con le lettere EEVD che si riferiscono all'allora proprietario Eugen Edler von Dickmann. I due piani principali sono separati da un cornicione marcapiano perimetrale. L'edificio nella sua forma recente risale all'inizio del XVIII secolo e fu probabilmente costruito dai commercianti Secherau. La copertura è un enorme tetto a padiglione, quasi alto quanto l'edificio. La superficie interna è notevole con numerose stanze e Francesco Ferdinando ne fece ridisegnare gli interni. I mobili originali dell'epoca sono stati trasferiti in altre residenze e non sono più presenti. L'intera proprietà è di 1,9 ettari e dietro l'edificio principale si estende un giardino ben curato simile a un parco. Un altro edificio che apparteneva originariamente alla tenuta Lölling è il Verweserhaus, costruito nella seconda metà del XIX secolo e inizialmente utilizzato dalla famiglia Dickmann-Secherau come residenza e successivamente a disposizione dell'amministratore della Löllinger Hüttenwerk. Essendo proprietà privata non è possibile la visita.

### Bene architettonico tutelato
Il castello di Lölling è stato posto sotto tutela dei monumenti da parte della Repubblica austriaca col numero 41405.